# Engraulidae
Famille
Les anchois (nom masculin) ou engraulidés (Engraulidae) forment une famille de poissons dont de nombreuses espèces sont consommées par l'homme et les animaux marins. 
On les rencontre dans les océans Atlantique, Indien et Pacifique, principalement près des côtes et dans les estuaires.

## Utilisation
Les anchois ont été consommés en Europe au moins dès le Moyen Âge, notamment salés pour en permettre la conservation ; Saint-Tropez, Fréjus, Collioure, Saint-Jean-de-Luz et Hendaye en ont été des ports spécialisés, la flotte s'étant ensuite peu à peu groupée autour du golfe de Gascogne, pour partie française et pour partie espagnole.
L'intensification de la pêche était permise par la modernisation matérielle de la flotte (bateaux métalliques, motorisation, sondeurs, sonars, GPS, etc.) qui a été la cause d’un nouveau déclin des stocks (surpêche). Le tonnage vendu est faible au regard du total de la pêche.

### Europe
Les espèces pêchées en Europe mesurent de 12 à 14 cm et se reproduisent de mai à septembre, avec 9 000 à 30 000 œufs, en pontes fractionnées. Elles ont une courte durée de vie, sont matures après un an. Le stock varie en fonction de la pression de pêche mais aussi d'événements climatiques, et en particulier du type d'hiver. 
En Europe, ce sont l'Espagne et la France qui réalisent l'essentiel des captures, particulièrement dans le golfe de Gascogne, avec les flottes des ports de La Turballe  en Loire-Atlantique, des Sables-d'Olonne et de Saint-Gilles-Croix-de-Vie en Vendée. Les sources méditerranéennes, en déclin de 1987 à 1989, fluctuent ensuite beaucoup de 1990 à 2005, avec des tonnages de 11 000 à 29 000 t/an, et un pic en 2004 de 33 000 t. Ces fluctuations semblent notamment liées aux types d'hivers et de courants de la mer Adriatique.
En mer Méditerranée, l'Italie absorbe près de 90 % des captures d'anchois européens devant la Croatie et la Slovénie.
La pêche intensive puis une surpêche combinée aux aléas naturels de la reproduction de l'anchois ont provoqué une grave crise dans les années 2000 en UE. Le stock d'anchois du golfe de Gascogne a frôlé la disparition, entraînant la fermeture de la pêcherie entre 2005 et 2010.
L'Espagne détient 90 % des droits de pêche dans cette zone. Elle a souhaité le maintien de l'interdiction de pêche, jugeant que l'état du stock est encore préoccupant. Les Espagnols consomment chaque année plus de 10 000 tonnes d’anchois, les Italiens 8 000 tonnes, les Français 5 à 6 000 tonnes.

### Vers une gestion intégrée de cette ressource halieutique?
Selon une étude récente (2016), en complément des suivis classiques de la pêche, une étude fine des conditions océanographiques environnementales hivernales pourrait peut-être permettre de prédire l'abondance en anchois de la zone nord-Adriatique de la saison suivante, sur la base de modèles de circulation hivernale des courants riches en nutriments. Selon une étude publiée en 2001, on pourrait distinguer
1. des hivers de « Type B » où les vents poussent les eaux hors de la mer Adriatique avec une teneur en sel qui augmente et peu de plancton ; et
2. des hivers de « Type A », où les eaux du fleuve Pô dans le Nord de l'Italie se répartissent dans la mer Adriatique en y diminuant la salinité et permettant une explosion du phytoplancton et donc du zooplancton (nourriture des anchois)[3].

Des données océanographiques et des travaux scientifiques plus récents ont porté sur la variation de richesse en zooplancton selon les années pour la période (1977-2007, comparée à la période 1990-2004). Elle ne confirme pas de corrélation directe entre le type d'hiver et la prise annuelle, mais deux hausses du stock distinctes (en 1977 et 2004) semblent clairement liées à un hiver de type A. Selon les chercheurs, c'est grâce aux éléments nutritifs provenant des eaux douces du delta du Pô qui permettent une profusion de phytoplancton, puis de zooplancton, puis d'anchois, comme entre 2005 et 2007). D'autres facteurs naturels et anthropiques sont néanmoins à étudier selon les chercheurs. Plutôt que de se rabattre sur l'aquaculture ou des interdictions, les chercheurs recommandent une « pêche intelligente », fondée sur des prévisions scientifiques qui veilleraient à ne pas dépasser les limites de la production biologique, ce qui nécessite des modèles, mais aussi : 
- une surveillance continue du stock d'anchois,
- des variations de courants éo-trophiques (courants riches en nutriments)
- que les gouvernements n'incitent plus à la pêche à l'anchois durant les années favorables, et qu'il la découragent dans les années de faibles stocks d'anchois[3].

## Noms vernaculaires et noms scientifiques correspondants

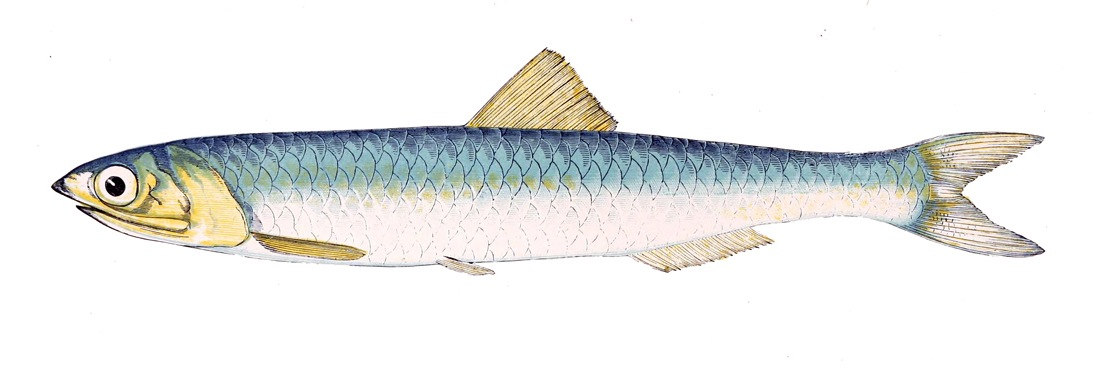
Anchois européen.

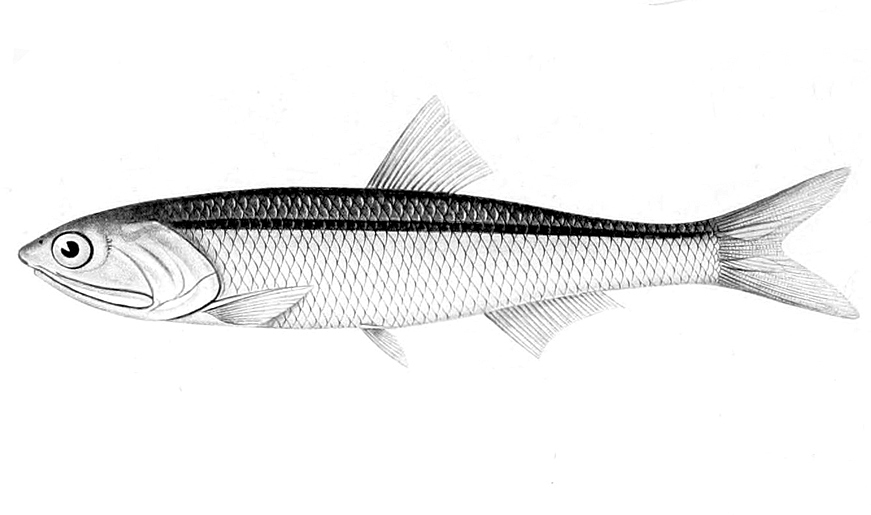
Anchois péruvien.

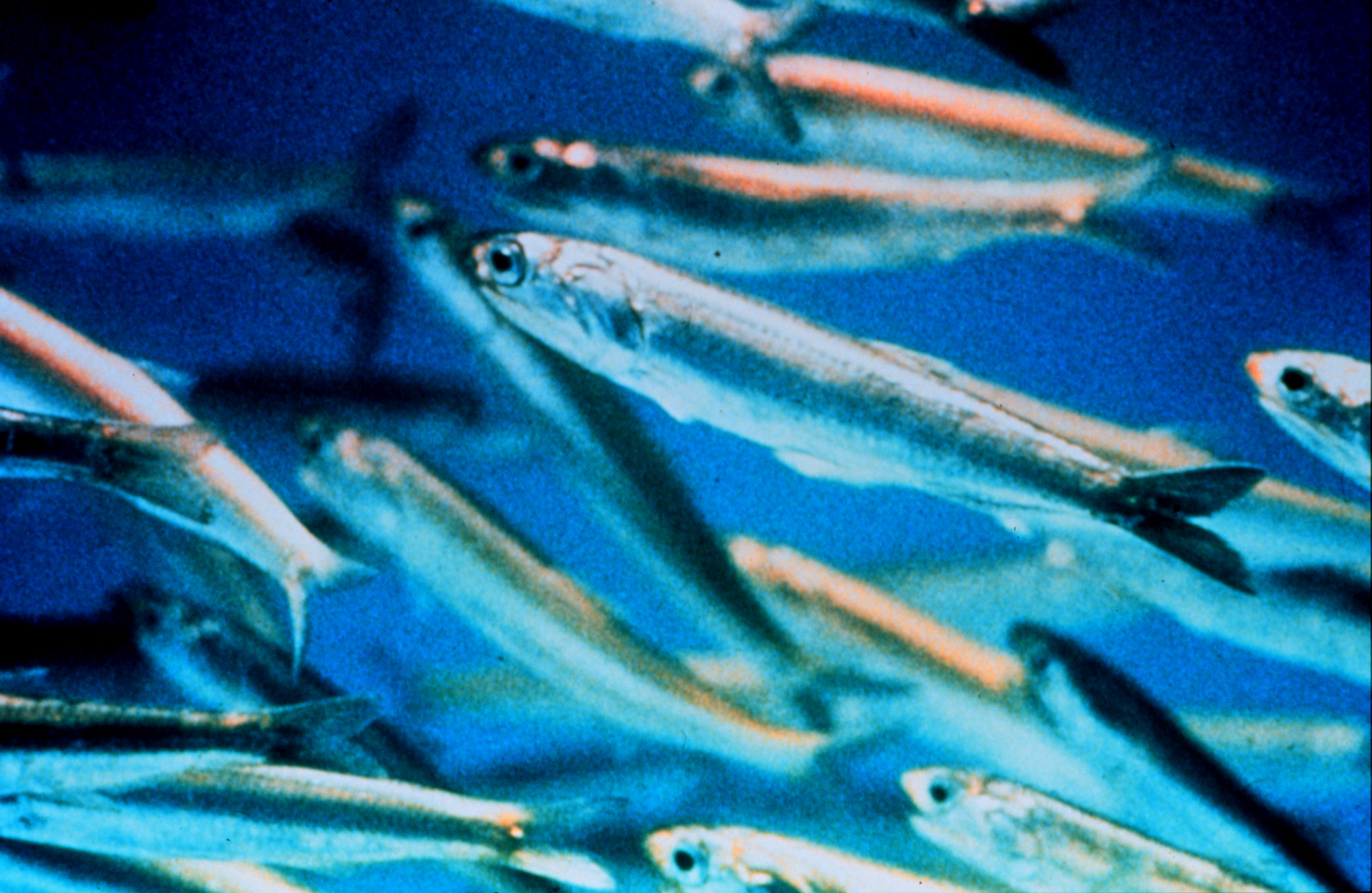
Anchois de Californie.

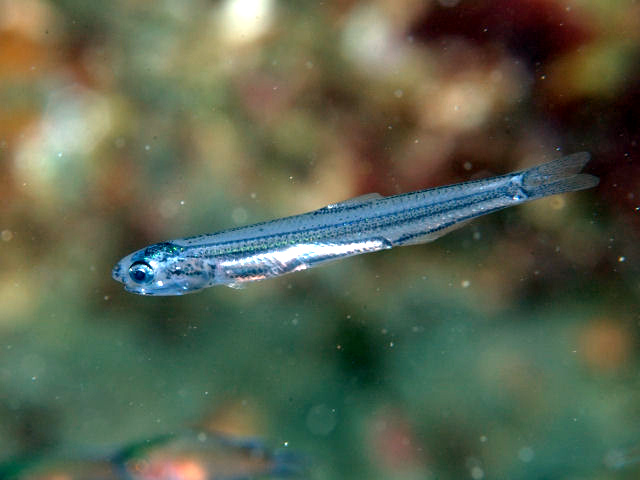
Anchois japonais

Liste alphabétique de noms vernaculaires attestés en français.

Note : certaines espèces ont plusieurs noms et, les classifications évoluant encore, certains noms scientifiques ont peut-être un autre synonyme valide.
En gras, l'espèce la plus connue des francophones.
- Anchois : globalement la famille des Engraulidae[5],[6] ;  plus rarement le genre Engraulis[5] ou l'ensemble des Clupeiformes[5] et plus spécifiquement :
  - France, Canada, Mauritanie et Togo: Engraulis encrasicolus[5],[7],[8]
  - France : Engraulis japonicus[5]
  - Guadeloupe et Martinique : Cetengraulis edentulus[5],[7]
  - Guyane française : Lycengraulis batesii[7]
- Anchois à bande étroite : Anchoa colonensis[5]
- Anchois à grandes écailles : Anchovia macrolepidota[5]
- Anchois aile-longue du Pacifique : Anchoa analis[5]
- Anchois allongé : Anchoviella elongata[5]
- Anchois américain : Anchoa mitchilli[5],[8]
- Anchois argenté : Anchoa argentivittata[5] , au Canada Engraulis eurystole[8]
- Anchois bai : voir Anchois américain[5]
- Anchois bécard : Anchoa nasus[5]
- Anchois bombra : Stolephorus commersonnii[5]
- Anchois boucanier : Encrasicholina punctifer[5]
- Anchois Caraïbe : Anchoa lamprotaenia[5]
- Anchois chuchueco : Cetengraulis mysticetus[5]
- Anchois chumumo : Anchoa exigua[5]
- Anchois commun : Engraulis encrasicolus[9],[5],[8]
- Anchois court : Anchoa curta[5]
- Anchois cubain : Anchoa cubana[5] et Anchoviella perfasciata[5]
- Anchois cuicus : Anchoa ischana[5]
- Anchois d'Argentine : Engraulis anchoita[5],[9]
- Anchois de Balboa : Anchoviella balboae[5]
- Anchois de Californie : Engraulis mordax[5]
- Anchois de Cayenne : Anchoviella cayennensis[5]
- Anchois de Floride : Anchoa cayorum[5]
- Anchois de fond : Anchoa spinifer[5]
- Anchois de Guyane : Anchoviella guianensis[5]
- Anchois de Heller : Anchoa helleri[5]
- Anchois de l'Afrique australe : voir Anchois commun[5], Anchois japonais[5] et Anchois du Cap[5]
- Anchois de Pointe Chame : Anchoa chamensis[5]
- Anchois de Regan : Anchoa argentivittata[5]
- Anchois de Scofield : Anchoa scofieldi[5]
- Anchois de Starks : Anchoa starksi[5]
- Anchois de Walker : Anchoa walkeri[5]
- Anchois d'Eigenmann : Anchoa eigenmannia[5]
- Anchois d'Europe : Engraulis encrasicholus[5]
- Anchois dentu : Lycengraulis poeyi[5]
- Anchois devis : Encrasicholina devisi[5]
- Anchois douanier : Encrasicholina heteroloba[5]
- Anchois doux : Anchoa delicatissima[5]
- Anchois du Cap : Engraulis capensis[9]
- Anchois du golfe : Anchoa mundeoloides[5] ou Anchoa helleri[5]
- Anchois du nord : voir Anchois de Californie[5]
- Anchois du Pacifique : la sous-espèce Engraulis mordax mordax[5],[8]
- Anchois du Pacifique nord : voir Anchois de Californie[5]
- Anchois du Panama : Anchoa panamensis[5]
- Anchois du Pérou : voir Anchois péruvien[9],[5],[8]
- Anchois du Suriname : Anchovia surinamensis[5]
- Anchois européen : voir Anchois commun[5],[8]
- Anchois exigu : Anchoa exigua[5]
- Anchois glace : Anchoa mundeoloides[5]
- Anchois goulard : Lycengraulis grossidens[5]
- Anchois grande aile : Pterengraulis atherinoides[5]
- Anchois gras : Anchoviella lepidentostole[5]
- Anchois gris : Engraulis eurystole[5]
- Anchois hachude : Anchovia clupeoides[5]
- Anchois haut : Anchoa compressa[5]
- Anchois indien : Stolephorus indicus[5]
- Anchois italien : voir Anchois commun[5]
- Anchois japonais : Engraulis japonicus[5]
- Anchois jaune : Anchoa scofieldi[5]
- Anchois joues tachetées : Stolephorus waitei[5]
- Anchois long nez : Anchoa lyolepis[5]
- Anchois machète : Anchoa trinitatis[5]
- Anchois mexicain : Anchoa analis[5]
- Anchois mignon : Anchoa parva[5]
- Anchois miroir : Anchoa lucida[5]
- Anchois nez court : Anchoviella brevirostris[5]
- Anchois ouïeux : Anchoa ischana[5]
- Anchois panaméen : Anchoa panamensis[5]
- Anchois perlé : Anchoa eigenmannia[5]
- Anchois péruvien : Engraulis ringens[5]
- Anchois plat : Anchoa compressa[5]
- Anchois queue jaune : Cetengraulis edentulus[5]
- Anchois queue noire : voir Anchois de Starks[5]
- Anchois rayé : Anchoa hepsetus[5],[8]
- Anchois samase : Anchoa nasus[5]
- Anchois savoureux : Anchoa delicatissima[5]
- Anchois-moustache cornu : Thryssa setirostris[5]
- Anchois-moustache cristal : Thryssa vitrirostris[5]
- Anchois-moustache malabar : Thryssa malabarica[5]
- Anchois-moustache mamata : Thryssa hamiltonii[5]
- Anchois-moustache mandeli : Thryssa dussumieri[5]
- Anchois-moustache sardelle : Thryssa mystax[5]
- Anchois-moustache sardin : Thryssa baelama[5]
- Anchois-tigre : Lycengraulis batesii[5]

Auxquels on peut ajouter :
- Faux anchois du Panama : Anchoa mundeola[5]
- Large z'anchois : voir Anchois de Californie[5]
- Z'anchois : Sardinella aurita (famille des Clupeidae)[5]

## Liste des sous-familles et genres
Selon ITIS :
- sous-famille Coilinae
- sous-famille Engraulinae
- genre Pseudosetipinna Peng & Zhao, 1988

Selon WRMS :
- genre Amazonsprattus
- genre Anchoa Jordan & Evermann, 1927
- genre Anchovia
- genre Anchoviella Fowler, 1911
- genre Cetengraulis
- genre Chaetomus McClelland, 1844
- genre Coilia Gray, 1830-32
- genre Coïlia
- genre Colia
- genre Democoilia
- genre Encrasicholina Fowler, 1938
- genre Encrasicolina
- genre Encrasicolus
- genre Engrantis
- genre Engraulis Cuvier, 1816
- genre Engraulus
- genre Jurengraulis
- genre Leptonurus
- genre Lucengraulis
- genre Lycengraulis
- genre Lycothrissa
- genre Papuengraulis
- genre Pseudosetipinna
- genre Pterengraulis
- genre Setipinna
- genre Stolephorus Lacepède, 1803
- genre Thryssa Cuvier, 1829
- genre Thryssina
- genre Encrasicholus Commerson in Lacepède, 1803
- genre Thrissa Cuvier, 1816